# UFO u Tremontonu

Tremonton se nachází v Utahu v regionu Box Elder (viz horní část mapy)

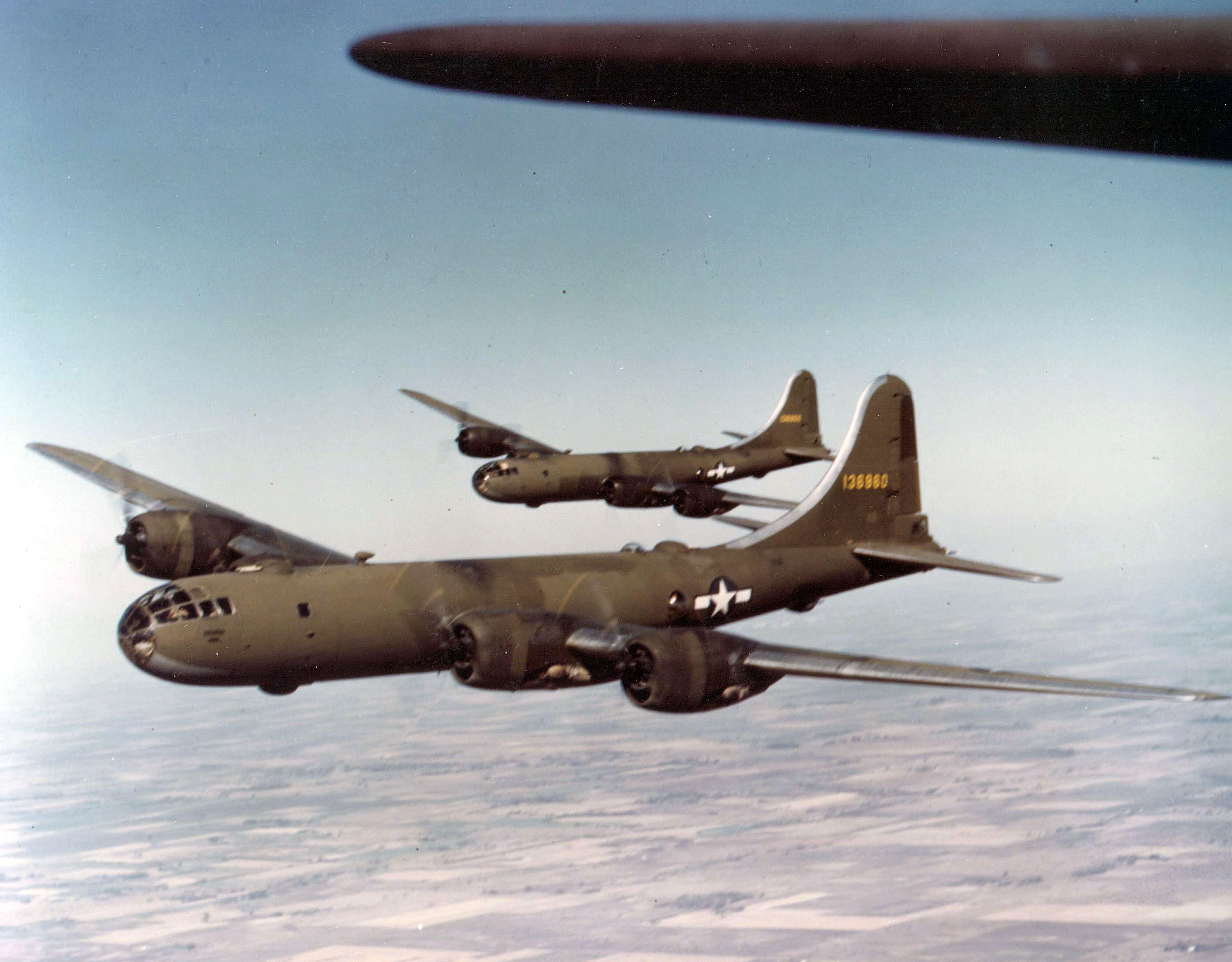
Boeing B-29 Superfortress

Modely letadel kulatého tvaru, která byla vyvíjena v 50. letech minulého století (Avrocar a Avro)

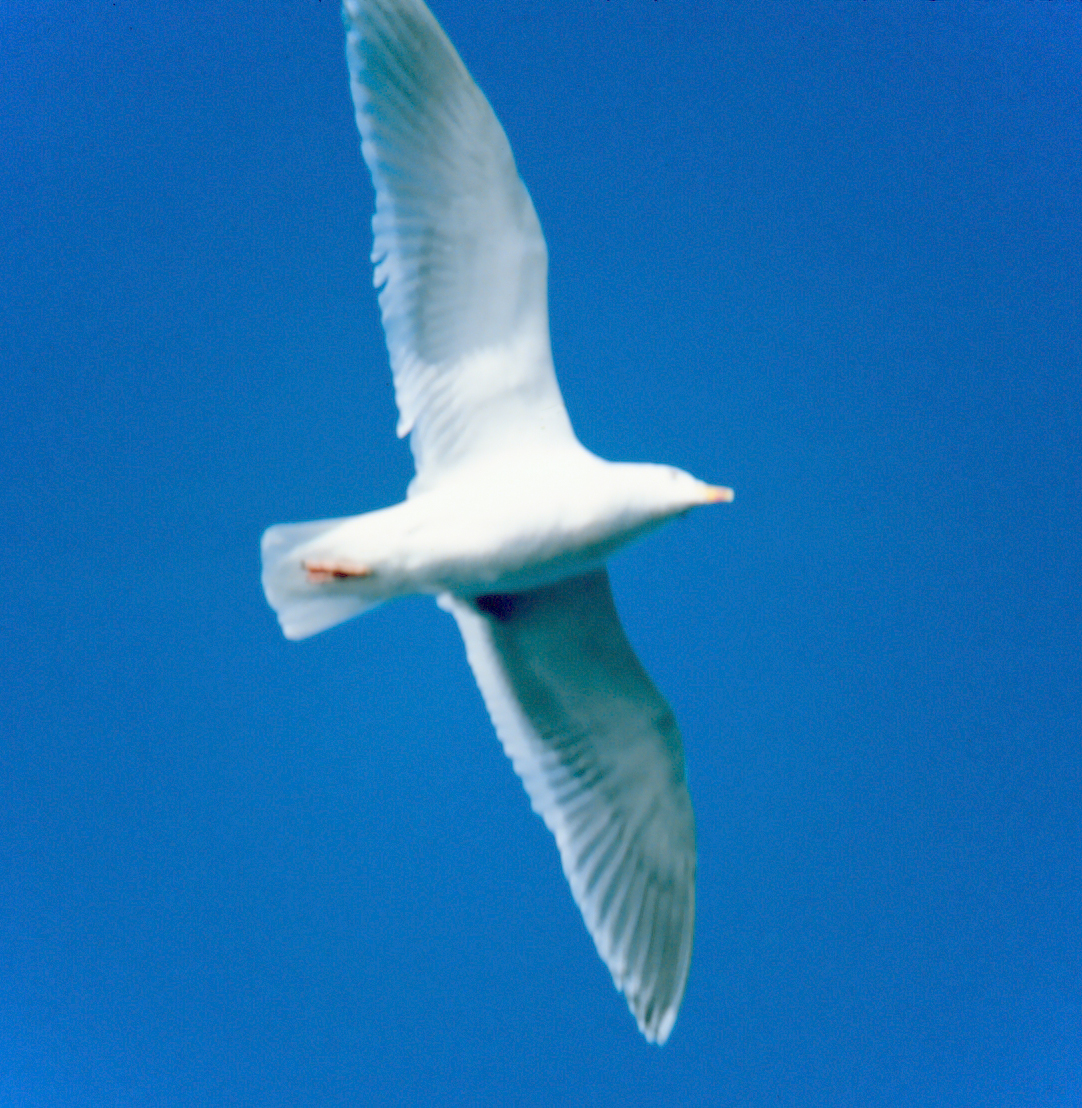
Bílý racek

UFO u Tremontonu je dobře zdokumentovaný případ pozorování objektů, které se dne 2. července 1952 objevily na obloze nedaleko města Tremonton v Utahu ve Spojených státech amerických. Objekty natočil na film profesionální vojenský fotograf Delbert C. Newhouse, který místem shodou okolností projížděl a měl po ruce potřebné vybavení.
Případem se kromě Námořnictva Spojených států amerických a Letectva Spojených států amerických zabývaly také FBI a CIA. Případ byl též na programu jednání americké vědecké komise fyziků a odborníků z dalších oblastí v roce 1953.

## Okolnosti případu
Dne 2. července 1952 jeli Delbert Newhouse a jeho manželka a jejich dvě děti autem na dovolenou. Několik kilometrů od města Tremonton v Utahu si jeho manželka všimla skupiny objektů na obloze. Delbert Newhouse sjel s autem na krajnici a zastavil. Spatřil na obloze 12 stejně vypadajících objektů. Nikdy nic podobného zatím neviděl.
Den byl jasný a bez mráčku, viditelnost výborná. Objekty měly tvar talířů a kovový vzhled. Jejich barva byla jasně stříbrná, jako by byly z nějakého leštěného kovu. Jejich velikost zhruba odpovídala letounům Boeing B-29 Superfortress ve výšce asi 3000 metrů. Když objekty uviděl poprvé, měl je téměř nad hlavou. Než se mu podařilo vytáhnout z kufru auta kameru, byly už podstatně dál. Přesto kamerou Bell & Howell na 16mm film Kodachrome pořídil přes tisíc snímků.
Objekty nejprve letěly pohromadě ve formaci, potom jeden z nich opustil skupinu. Tento objekt proletěl dvakrát nebo třikrát jeho zorným polem a pak zmizel nad východním obzorem. Zbytek skupiny zmizel za západním obzorem.

## Analýza natočeného filmu
Delbert Newhouse poskytl natočený film k analýzám Letectvu Spojených států amerických a Námořnictvu Spojených států amerických, protože neměl vysvětlení pro objekty zachycené na filmu. Film byl několik měsíců analyzován odborníky zpravodajské služby v laboratoři na Wright-Patterson Air Force Base, ale objekty se nepodařilo identifikovat. Mluvčí k tomu řekl: „Nevíme, co to je, ale nejsou to letouny ani balóny, a nemyslíme si, že jsou to ptáci“.
Přes tisíc pracovních hodin strávili analýzou filmu také pracovníci laboratoře amerického námořnictva. V laboratoři analyzovali film snímek po snímku, studovali osvětlení objektů, jejich pohyb a další údaje, které se daly z filmu vyčíst. Nakonec ale nepřišli s žádným vysvětlením. Později se analýzou filmu zabývali další osoby a instituce.

## Zpráva FBI
Ve zprávě se uvádí, že fotograf Námořnictva Spojených států amerických při cestování po USA viděl na obloze objekty, které vypadaly jako létající talíře. Nafilmoval je a film dobrovolně předložil zpravodajské službě letectva (Air Intelligence Agency). Odborníci po pečlivém studiu uvedli, že film zachycuje dvanáct až šestnáct objektů. Možnost, že by šlo o meteorologické balóny, mraky nebo jiné podobné objekty byla zcela vyloučena. Vyloučili též optické iluze, jelikož ty by nemohly být vidět na filmu. Zpravodajská služba se však přesto domnívá, že jde o optické iluze nebo atmosférické jevy. Někteří vojenští činitelé však vážně uvažují o možnosti meziplanetárních lodí.

## Zasedání komise vědců
V lednu roku 1953 asistent ředitele CIA pro vědu Marshall Chadwell a Howard Robertson, fyzik z California Institute of Technology, iniciovali zasedání komise civilních vědců ke studiu problému UFO. Zasedání komise, známé pod názvem Robertson panel, se uskutečnilo ve dnech 14. až 17. ledna 1953. Předsedou komise byl Howard Robertson a členy např. jaderný fyzik Samuel Goudsmit, nositel Nobelovy ceny fyzik Luis Alvarez, expert na radary a elektroniku Thornton Page a specialista v geofyzice Lloyd Berkner.
Účelem bylo posoudit dostupné důkazy o UFO a zvážit možné nebezpečí těchto jevů pro národní bezpečnost USA. Co se týče pozorování UFO u Tremontonu v Utahu dne 2. července 1952, komise dospěla k závěru, že obrázky objektů na filmu byly způsobeny slunečním zářením odrážejícím se od racků.

## Analýza Roberta Bakera
Zpráva z fotogrammetrické analýzy doktora Roberta Bakera mladšího z Douglas Aircraft Corporation říká, že pohyb objektů není přesně to, co by se dalo čekat od hejna ptáků. Chybí sebemenší náznaky kolísání jasu kvůli pohybům ptáků.

## Poznámka
Na internetu je k dispozici video s předmětnou tematikou. Součástí tohoto videa je hraný rozhovor s D. Newhousem, jehož obsah odpovídá obsahu původního rozhovoru při výslechu. Součástí je také přehled závěrů z laboratoře na Wright-Patterson Air Force Base.